# Ragyogj, ha mersz
A Ragyogj, ha mersz (eredeti cím: Glamorous) 2023-as amerikai drámasorozat, amelyet Jordon Nardino alkotott. A főbb szerepekben Kim Cattrall, Miss Benny, Jade Payton, Zane Phillips, Michael Hsu Rosen, Ayesha Harris és Graham Parkhurst látható.
Amerikában és Magyarországon 2023. június 22-én mutatta be a Netflix.

## Ismertető
Marco, a fiatal sminkmester asszisztensként dolgozik a szépségmogul Madolyn Addison mellett. Madolyn cégénél végzett munkája során Marco fejlődik az identitásában, eligazodik a randizásban, új barátságokat köt, és még sok minden mást is. Madolyn is jellemfejlődésen megy keresztül, mivel Marco közelében van.

## Szereplők

### Főszereplők
| Szereplők       | Színész           | Magyar hang     | Leírás                                                                              |
| --------------- | ----------------- | --------------- | ----------------------------------------------------------------------------------- |
| Madolyn Addison | Kim Cattrall      | Létay Dóra      | Egykori szupermodell és egy szépségmárka alapítója.                                 |
| Marco Mejia     | Miss Benny        | Fehér Tibor     | Smink- és divatrajongó, aki Madolyn másod asszisztenseként kapja meg álmai állását. |
| Venetia Kelaher | Jade Payton       | Gáspár Kata     | Madolyn első asszisztense, aki tovább akarja vinni a karrierjét.                    |
| Chad Addison    | Zane Phillips     | Szabó Máté      | Madolyn fia.                                                                        |
| Ben             | Michael Hsu Rosen | Csiby Gergely   | Grafikus, aki már az első találkozásukkor érdeklődést mutat Marco iránt.            |
| Britt           | Ayesha Harris     | Kis-Kovács Luca | Grafikus, aki érzelmeket táplál Venetia iránt.                                      |
| Parker          | Graham Parkhurst  | Szatory Dávid   | Marco szerelme.                                                                     |

### Mellékszereplők
| Szereplők   | Színész          | Magyar hang   | Leírás |
| ----------- | ---------------- | ------------- | --- |
| Julia Mejia | Diana-Maria Riva | Makay Andrea  | Ügyvéd, Marco anyja.                                                                                         |
| Alyssasays  | Lisa Gilroy      | Tornyi Ildikó | Közösségi média igazgató.                                                                                    |
| Teddy       | Ricardo Chavira  | Rába Roland   | Madolyn főállású sofőrje és bizalmasa.                                                                       |
| James       | Mark Deklin      | Epres Attila  | Munkanélküli dokumentumfilmes és Madolyn szerelme, akivel egy liftben találkozik.                            |
| Mykynnleigh | Nicole Power     | Bálizs Anett  | Vállalati tanácsadó, akit egy másik, Madolyn cégének felvásárlásában érdekelt kozmetikai vállalat bérel fel. |
| Dizmal      | Damian Terriquez | Rada Bálint   | Drag előadó, aki bevezeti Marcót a brooklyni éjszakai életbe.                                                |

### Magyar változat
- Magyar szöveg: Vajda Evelin
- Hangmérnök: Sajgai Róbert
- Vágó: László László
- Gyártásvezető: Kablay Luca
- Szinkronrendező: Molnár Ilona
- Produkciós vezető: Haramia Judit

A szinkront az Iyuno Hungary készítette.

## Epizódok
| Sor. | Év. | Cím                                                | Rendező               | Író             | Premier          |
| ---- | --- | -------------------------------------------------- | --------------------- | --------------- | ---------------- |
| 1.   | 1.  | Jelezz vissza azonnal! (RSVP Now!)                 | Todd Strauss-Schulson | Jordon Nardino  | 2023. június 22. |
| 2.   | 2.  | Titkos helyszín (Secret Location)                  | Todd Strauss-Schulson | Justin W. Lo    | 2023. június 22. |
| 3.   | 3.  | A sor vége (Back of the Line)                      | Brennan Shroff        | Ashley Skidmore | 2023. június 22. |
| 4.   | 4.  | Csak kápé (Cash Only)                              | Brennan Shroff        | Jordon Nardino  | 2023. június 22. |
| 5.   | 5.  | Nem mehetsz be (I Cannot Accommodate You)          | Brennan Shroff        | Celeste Vasquez | 2023. június 22. |
| 6.   | 6.  | Tele vagyunk (We Are at Capacity)                  | David Warren          | Justin W. Lo    | 2023. június 22. |
| 7.   | 7.  | Teszek rá, kit ismersz (I Don't Care Who You Know) | Brennan Shroff        | Tony L. Gomez   | 2023. június 22. |
| 8.   | 8.  | Rajta vagy a listán? (Are You on the List?)        | David Warren          | Jordon Nardino  | 2023. június 22. |
| 9.   | 9.  | Oké vagy (Come Thru)                               | Rebecca Asher         | Ashley Skidmore | 2023. június 22. |
| 10.  | 10. | Jattot a lányoknak (Tip the Girls)                 | Rebecca Asher         | Jordon Nardino  | 2023. június 22. |